# 6829 Charmawidor
6829 Charmawidor eller 1991 BM1 är en asteroid i huvudbältet som upptäcktes den 18 januari 1991 av den belgiske astronomen Eric W. Elst vid Haute-Provence-observatoriet. Den är uppkallad efter den franske tonsättaren Charles-Marie Widor.
Asteroiden har en diameter på ungefär 7 kilometer och den tillhör asteroidgruppen Koronis.